# Eustathes mindanaonis
Eustathes mindanaonis là một loài bọ cánh cứng trong họ Cerambycidae.